# Kev Adams
Kev Adams (Paris, 1 de julho de 1991) é um comediante, ator, roteirista e produtor de cinema francês.

## Filmografia
| Ano     | Título                        | Papel           | Diretor(a)                           | Nota(s)                                 |
| ------- | ----------------------------- | --------------- | ------------------------------------ | --------------------------------------- |
| 2000    | Cours toujours                | Young Paco      | Dante Desarthe                       |                                         |
| 2008    | LOL (Laughing Out Loud)       | Extra           | Lisa Azuelos                         |                                         |
| 2011    | The Day I Saw Your Heart      | comediante      | Jennifer Devoldère                   |                                         |
| 2011-15 | Soda                          | Adam            | Jean Michel Bensoussan & Nath Dumont | Série de TV                             |
| 2013    | Serial Teachers               | Thierry Boulard | Pierre-François Martin-Laval         |                                         |
| 2013    | Kidon                         | Facebook        | Emmanuel Naccache                    |                                         |
| 2013    | C'est la crise                |                 | David Freymond                       | 1 episódio                              |
| 2014    | Fiston                        | Alex            | Pascal Bourdiaux                     |                                         |
| 2014    | Soda : Un trop long week-end  | Adam            | Jean Michel Bensoussan (2)           | Telefilme                               |
| 2015    | Serial Teachers 2             | Thierry Boulard | Pierre-François Martin-Laval (2)     |                                         |
| 2015    | The New Adventures of Aladdin | Aladin / Sam    | Arthur Benzaquen                     |                                         |
| 2015    | Soda : le rêve américain      | Adam            | Nath Dumont (2)                      | Telefilme                               |
| 2016    | Amis publics                  | Léo Perez       | Edouard Pluvieux                     |                                         |
| 2016    | Finding Dory                  | Bailey (voz)    | Andrew Stanton                       | dublagem francesa                       |
| 2017    | Un sac de billes              | Ferdinand       | Christian Duguay                     |                                         |
| 2017    | Gangsterdam                   | Ruben Jablonski | Romain Lévy                          |                                         |
| 2017    | Rock'n Roll                   | ele mesmo       | Guillaume Canet                      |                                         |
| 2017    | Coup de foudre                | o homem         | Guy Lecluyse                         | curta-metragem                          |
|         | Tout la haut                  | Scott           | Serge Hazanavicius                   |                                         |
| 2018    | The Spy Who Dumped Me         | Lukas           | Susanna Fogel                        |                                         |
| 2022    | Maison de retraite            | Milann Rousseau | Thomas Gilou                         |                                         |
|         | Alad'2                        | Aladin / Sam    | Lionel Steketee                      | sequência The New Adventures of Aladdin |